# Récif Livock
Le récif Livock (en anglais Livock Reef, en vietnamien Đá Long Hải, en tagalog Bonifacio / Jacinto, en mandarin Sānjiǎo jiāo (en sinogramme traditionnel 三角礁)), est un atoll des îles Spratleys en mer de Chine méridionale situé dans la partie nord-est de Dangerous Ground. 

## Géographie
Le récif Livock est située à moins de 150 milles marins au nord-ouest de l'île de Palawan et à un peu plus de 200 milles marins au nord-ouest de l'île de Bornéo. Les caractéristiques géographiques peu profondes les plus proches sont le récif Hopps (en anglais Hopps Reef, en vietnamien Đá Lục Giang, en tagalog Diego Silang, en mandarin Lùshā jiāo (en sinogramme traditionnel 禄沙礁), à un peu plus de 3 milles marins au nord-est, et le récif Mischief, à un peu plus de 19 milles marins au sud-est,.
Les récifs Livock et Hopps constituent le groupe des récifs Southampton.

## Caractéristiques
L'atoll de forme légèrement triangulaire s'étend sur environ 5 km le long de son axe nord‐ouest à sud-est et atteint 3,5 km le long de son axe nord-sud à ouest. La couverture aérienne de cet atoll est de 11,88 km2 comprenant un platier récifal de 6,83 km2 qui entoure un lagon de 4,44 km2 et une pente récifale de 0,61 km2.
Lorsque le récif se découvre, de gros rochers apparaissent et certains rapports indiquent que quelques-uns sont encore visibles à marée haute,.
Le récif Hopps est circulaire avec une superficie de 85 hectares et contrairement au récif Livock il n'y a ni lagon ni gros rochers

## Revendications de souveraineté
Les récifs Livock et Hopps sont revendiqués par les Philippines, la république populaire de Chine, le Viêt Nam et Taïwan.
Les récifs ne sont pas occupés en 2023. On ignore quel pays contrôle ces récifs,.